# August Kiuru
August Kiuru, född 12 juli 1922 i Sakkola i dåvarande Viborgs län numera Gromovo  i Ryssland, död 24 februari 2009, var en finländsk längdskidåkare som tävlade under 1940- och 50-talen. 
Han medverkade i de finländska lag som segrade vid VM i Falun 1954 och som kom tvåa på 4 x 10 kilometer stafett vid OS i Sankt Moritz 1948 och OS i Cortina d'Ampezzo 1956.